# Kleine of Lage Molen
De Kleine of Lage Molen is een grondzeiler aan de Boezemkade in het Nederlandse Nieuw-Lekkerland. Hij is gebouwd in 1761 ter vervanging van een eerdere wipmolen die door storm zwaar beschadigd was geraakt. De Kleine of Lage Molen behoort tot de Kinderdijkse molens. De Lage molen functioneerde als ondermolen en maalde samen met de verdwenen Oude Molen het water uit de polder naar de lage boezem. De Hoge Molen sloeg het water uit naar de Hoge boezem. Toen in 1966 het scheprad van de Hoge Molen werd vervangen door een vijzel en de molen het water rechtstreeks vanaf het polderpeil kon opvoeren, verloor de Lage Molen zijn functie. Sinds 1997 loost de polder het overtollige water via een vijzelgemaal rechtstreeks op de Lage Boezem van de Overwaard.
De wieken van de molen zijn oud-Hollands opgehekt. Eigenaar van de Hoge Molen en de Kleine Lage is sinds 2002 de Stichting Werelderfgoed Kinderdijk; hij is niet voor bezichtiging opengesteld.